# Günther Radusch
Günther Radusch, nemški častnik, vojaški pilot in letalski as, * 11. november 1912, † 29. julij 1988.
Bil je šesti najbolj uspešen nočnolovski letalski as nemške Luftwaffe med drugo svetovno vojno, Vse skupaj je sestrelil 65 sovražnikovih letal, pri čemer je eno letalsko zmago dosegel med špansko državljansko vojno, ostalih 64 zmag pa med drugo svetovno vojno v 140 bojnih poletih. Med 64 zračnih zmag sodi tudi sestrelitev 57 štirimotornih bombnikov.
Na pogrebu Helmuta Lenta je bil eden od šestih članov častne straže, ki so jo sestavljali letalski asi in nosilci viteškega križca železnega križca: Oberstleutnant Günther Radusch, Oberstleutnant Hans-Joachim Jabs, Major Rudolf Schoenert, Hauptmann Heinz Strüning, Hauptmann Heinz-Martin Hadeball in Hauptmann Paul Zorner.

## Odlikovanja
- Španski križec v zlatu in meči
- Ehrenpokal der Luftwaffe (19. oktober 1942)[2]
- Nemški križec v zlatu (13. februar 1943)[3]
- Železni križec II. in I. razreda
- Viteški križec železnega križca (29. avgust 1943)[4]
- Viteški križec železnega križca s hrastovimi listi (6. april 1944)[5]